# مسجد طرسوس القديم
مسجد طرسوس القديم (بالأردية: طرسوس قدیم مسجد، بالإنجليزية: Tarsus Old Mosque، بالتركية: Tarsus Eski Cami): هو مسجد تم تحويله من كنيسة تاريخية يقع في مديرية طرسوس بولاية مرسين، جنوب تركيا.

## جغرافيا
يوجد المسجد ضمن البناء الحضري لمدينة طرسوس، ويقع على الطريق الرئيسي لطرسوس.

## التاريخ
تم بناء المسجد ككنيسة. من المحتمل أن اسم الكنيسة كان "كاتدرائية القديس بولس" تكريماً للقديس بولس الطرسوسي؛ الذي كان يقيم في طرسوس. (لا ينبغي الخلط بينها وبين كنيسة القديس بولس) تم بناؤها في 1102، خلال أواخر العصر البيزنطي عندما استولى الصليبيون الأولون على المدينة من السلاجقة. لاحقا، عندما خرجت الإمارة الأرمينية من الإمبراطورية البيزنطية، توج ليو الأول ملكًا على مملكة أرمينيا الصغرى في 1198 في هذه الكاتدرائية.
في 1359، سقطت طرسوس في أيدي بنو رمضان، وهي سلالة أتراك الأوغوز، وفي 1415 قام أحمد الرمضاني (حكم من 1383 إلى 1416) بتحويل الكنيسة إلى مسجد.

## المبنى
تبلغ المساحة الإجمالية (للمبنى والفناء) 460 متر مربع (5,000 قدم2). الأبعاد الداخلية للمبنى هي 19.3 م × 17.5 م (63 قدم × 57 قدم). عرض الصحن 12.6 م (41 قدم).